# Từ mượn trong tiếng Việt
Căn cứ vào nguồn gốc của các từ, các nhà nghiên cứu chia từ vựng tiếng Việt thành hai lớp: từ thuần Việt và từ mượn hay còn gọi là từ ngoại lai. Nội dung của hai khái niệm từ thuần Việt và từ mượn không có ranh giới rõ ràng vì từ vựng có xu hướng biến đổi, phát triển qua nhiều giai đoạn, cho nên người ta chỉ có thể xác định ranh giới một cách tương đối chắc chắn nếu xét chúng trong những giai đoạn lịch sử cụ thể. Những từ mượn trong giai đoạn này có thể được coi là từ thuần Việt trong giai đoạn tiếp theo. Tiếng Việt trong giai đoạn hiện nay chứa đựng nhiều từ ngữ giống hoặc tương tự với các từ ngữ trong nhiều thứ tiếng khác như: tiếng Mường, tiếng Thái, tiếng Tày-Nùng, tiếng Bana, tiếng Gialai, tiếng Êđê, tiếng Khmer, tiếng Hán (bao gồm cả từ Hán-Việt gốc Nhật), tiếng Pháp, tiếng Nga,... và đặc biệt trong thời gian gần đây là tiếng Anh. Tiếng Việt mượn khá nhiều từ tiếng Anh trong ẩm thực, thể thao và giải trí. Dù nhiều từ đã có từ thuần Việt nhưng mọi người vẫn quen sử dụng từ mượn tiếng Anh. Tuy nhiên do trình độ tiếng Anh khác nhau, sự khác nhau về ngữ âm giữa các phương ngữ của tiếng Việt và do quan niệm về cách đọc của các biên tập viên mà chưa có sự thống nhất cách đọc, cách viết của nhiều từ mượn. Ví dụ, cùng bắt nguồn từ từ tiếng Anh Valentine /ˈvæləntaɪn/ có hai cách nói là "va-len-tin" và "va-len-thai".
Theo thống kê của H. Maspéro, vào năm 1972 thì có hơn 60% từ Việt có gốc Hán. Về từ mượn tiếng Pháp, thống kê của Nguyễn Quảng Tuân và Nguyễn Đức Dân, vào năm 1992 cho biết có khoảng hơn 2.000 từ gốc Pháp được sử dụng tại Việt Nam. Từ điển từ mới (Viện Ngôn ngữ học, 2002) đã thu thập khoảng 3.000 từ mới các loại trong vòng 15 năm (1985 - 2000) từ mượn chủ yếu từ tiếng Anh.

## Sự Việt hóa từ mượn
Cũng giống như những ngôn ngữ khác, hiện tượng tiếp nhận từ ngữ của một ngôn ngữ vào tiếng Việt không diễn ra một cách đơn giản mà các từ mượn phải chịu sự biến đổi theo quy luật của tiếng Việt. Quá trình đồng hoá các từ ngoại lai diễn ra trên cả bốn mặt là chữ viết, ngữ âm, ngữ nghĩa và ngữ pháp.

### Việt hóa ngữ âm
Cách phát âm của các từ mượn cần phải phù hợp với hệ thống ngữ âm tiếng Việt, những âm mà tiếng Việt không có hoặc có nhưng xuất hiện ở những vị trí bất thường, trái với ngữ âm tiếng Việt sẽ bị biến đổi thành các âm tiếng Việt có cách phát âm gần giống hoặc bị bỏ qua, không chuyển đổi thành âm tiếng Việt nào. Ví dụ như ba từ tiếng Pháp "poupée" /pupe/, "équipe" /ekip/ và "valise" /valiz/ được phiên âm là "búp bê", "ê kíp" và "va li". Tiếng Việt gọi sự chuyển đổi ngữ âm này là "phiên âm". Đây là một từ Hán Việt, viết bằng chữ Hán là "翻音", trong đó "phiên" có nghĩa là "dịch".
Tiếng Việt không có các tổ hợp phụ âm nên khi được phiên âm sang tiếng Việt các tổ hợp phụ âm sẽ bị loại bỏ theo các cách sau:
1. Âm tiết hóa các phụ âm cấu thành nên các tổ hợp phụ âm đó. Nguyên âm thêm vào để tạo thành âm tiết thường là "ơ". Ví dụ: địa danh tiếng Pháp "Genève" /ʒə.nɛv/ được phiên âm là "Giơ-ne-vơ", phụ âm /v/ được âm tiết hóa thành "vơ".
2. Bỏ qua một bộ phận của tổ hợp phụ âm. Ví dụ: từ tiếng Pháp "gramme" /gram/ được phiên âm là "gam", phụ âm /r/ trong phụ âm kép /gr/ bị bỏ qua.
3. Áp dụng đồng thời cả hai cách trên.

Tiếng Việt thuộc loại hình ngôn ngữ đơn lập, hầu hết các âm tiết trong tiếng Việt đều mang một ý nghĩa nào đó, các từ trong tiếng Việt thường chỉ gồm một hoặc hai âm tiết, do đó người Việt có xu hướng lược bớt âm tiết của những từ ngoại lai thường dùng có từ hai âm tiết trở lên miễn là không gây hiều nhầm. Ví dụ: "ét-xăng" (bắt nguồn từ từ tiếng Pháp "essence") được rút gọn thành "xăng".
Khi đã được Việt hóa, từ mượn chịu sự biến đổi theo quy luật riêng của tiếng Việt. Từ mượn và từ gốc mà nó xuất thân có thể phát triển theo những hướng hoàn toàn khác nhau. Thí dụ: Vào thời kì của tiếng Hán cổ, cả tiếng Việt và tiếng Hán đều có phụ âm vô thanh. Từ "can" của tiếng Hán cổ khi chuyển sang tiếng Việt vẫn giữ nguyên diện mạo như vậy. Nhưng sau đó, các từ trong tiếng Hán biến đổi theo quy luật vô thanh hoá, còn các từ trong tiếng Việt lại biến đổi theo quy luật hữu thanh hoá. Do đó, từ "can" trong tiếng Hán hiện đại vẫn đọc như vậy, còn trong tiếng Việt, "can" đã đổi thành "gan". Một ví dụ khác, từ "tết" trong tiếng Việt bắt nguồn từ từ "tiết". Tuy cùng có gốc là tiếng Hán song việc sử dụng chúng hiện nay khác nhau, "tiết" để chỉ các tiết khí như tiết Thanh minh, tiết Lập Xuân, tiết Đông Chí..., "tết" để chỉ ngày lễ lớn hằng năm, thường có cúng lễ, vui chơi, hội hè, theo truyền thống dân tộc Việt Nam như tết Nguyên Đán, tết Trung Thu, tết Đoan Ngọ...

### Việt hóa chữ viết
Về mặt chữ viết không phải bao giờ các từ mượn trong tiếng Việt cũng được ghi lại giống như cách chúng được phát âm, tức là nói một đằng viết một nẻo. Hiện nay các từ mượn trong tiếng Việt có hai cách viết:
Một là ghi lại bằng chữ cái La-tinh các từ mượn sao cho càng giống với cách chúng được viết trong ngôn ngữ gốc càng tốt. Ví dụ: "phét-ti-van" được viết là "festival". Các chữ cái La-tinh được sử dụng thường chỉ giới hạn trong 26 chữ cái của bảng chữ cái La-tinh cơ bản do Tổ chức Tiêu chuẩn hoá Quốc tế đặt ra dựa trên bảng chữ cái tiếng Anh đương đại. Cách viết này thường áp dụng với các ngôn ngữ sử dụng ký tự Latinh, với các ngôn ngữ không sử dụng ký tự Latinh thì sẽ chuyển tự sang ký tự Latinh. Khi sử dụng cách viết nguyên dạng mà không hướng dẫn cách đọc thì cách phát âm được dùng trên các chương trình phát thanh, truyền hình đóng vai trò quan trọng trong sự hình thành cách đọc chung của công chúng.
Hai là viết bằng chữ quốc ngữ theo đúng cách phát âm trong thực tế của từ mượn. Trong tiếng Việt chúng được nói như thế nào thì ghi lại bằng chữ quốc ngữ đúng như thế. Các âm tiết có thể được viết liền nhau hoặc viết tách rời, có khoảng trắng giữa các âm tiết hoặc nối với nhau bằng các dấu gạch ngang đặt giữa các âm tiết, ví dụ như: vali, va li, va-li. Các từ mượn được viết tách rời các âm tiết thường là từ có hai âm tiết. Trong một số trường hợp khi các âm tiết được viết liền nhau, không có khoảng trắng hoặc dấu gạch ngang xen vào giữa các âm tiết, nếu không được chỉ rõ cách đọc từ trước người đọc có thể đọc sai hoặc phân vân không biết nên đọc thế nào mới đúng vì không biết một chữ cái nào đó là chữ cái cuối cùng của một âm tiết hay là chữ cái đầu tiên của một âm tiết khác sau âm tiết đó.

### Việt hóa ngữ nghĩa
Quá trình đồng hóa ngữ nghĩa cũng diễn ra tương tự như ngữ âm. Khi tiếp nhận, tiếng Việt có thể thể không tiếp nhận tất cả các ý nghĩa của từ trong ngôn ngữ khác hoặc mang một ý nghĩa hoàn toàn mới. Thí dụ: từ "balle" trong tiếng Pháp có các nghĩa là "quả bóng" và "đầu đạn", nhưng tiếng Việt chỉ tiếp nhận từ này với ý nghĩa "quả bóng".

### Việt hóa ngữ pháp
Các từ ngoại lai cũng được đồng hoá theo tiếng Việt về ngữ pháp. Chẳng hạn, tiếng Việt là ngôn ngữ không biến hình, hiện tượng biến đổi từ loại xảy ra rất dễ dàng. Nhiều từ tiếng Việt tiếp nhận của tiếng Pháp cũng tuân theo quy luật đó: "double", "blue" là tính từ, vào tiếng Việt là "đúp", "lơ" có thể làm động từ.

## Phân loại từ mượn theo nguồn gốc

### Từ mượn tiếng Pháp
Việt Nam từng là thuộc địa của Pháp nên tiếng Pháp có điều kiện du nhập vào Việt Nam. Trong quá trình giao lưu văn hóa và ngôn ngữ đó người Việt đã vay mượn nhiều từ gốc Pháp để chỉ những khái niệm mà thường thì trong tiếng Việt không có. Phần lớn các từ đó đã bị thay đổi cả về cách đọc lẫn chữ viết để phù hợp với đặc trưng của tiếng Việt, vốn là ngôn ngữ không biến hình.
Bảng dưới đây liệt kê một số từ tiếng Việt thông dụng hiện nay bắt nguồn từ tiếng Pháp. Các từ tiếng Pháp được sắp xếp theo thứ tự bảng chữ cái, âm đọc của chúng được ghi trong cột IPA bằng ký hiệu ngữ âm quốc tế (IPA) của Hiệp hội Ngữ âm học Quốc tế.
| Tiếng Pháp     | IPA          | Tiếng Việt                                                   | Ghi chú |
| -------------- | ------------ | ------------------------------------------------------------ | --- |
| acide          | /asid/       | a-xít                                                        | |
| affiche        | /afiʃ/       | áp phích                                                     | |
| allô           | /alo/        | a lô                                                         | Từ được sử dụng để hỏi "bên kia có nghe rõ không?" được dùng thường xuyên khi liên lạc với ai đó.                                                               |
| antenne        | /ɑ̃tεn/       | ăng ten                                                      | |
| auto           | /oto/        | ô tô                                                         | |
| auvent         | /ovɑ̃/        | ô văng                                                       | |
| balcon         | /balkɔ̃/      | ban công                                                     | |
| ballot         | /balo/       | ba lô                                                        | |
| béton          | /betɔ̃/       | bê tông                                                      | |
| bière          | /bjεr/       | bia                                                          | "Bia" trong "bia hơi" |
| biscuit        | /biskɥi/     | bánh quy, bánh bích quy                                      | |
| blockhaus      | /blɔkos/     | lô cốt                                                       | |
| blouse         | /bluz/       | (áo) bờ lu                                                   | Từ "áo bờ lu" thường dùng để chỉ đồng phục áo choàng màu trắng của các bác sĩ                                                                                   |
| brosse         | /bʀɔs/       | bót (bàn chải) đánh răng                                     | |
| bus            | /bys/        | (xe) buýt                                                    | |
| cacao          | /kakao/      | ca cao                                                       | |
| café           | /kafe/       | cà phê                                                       | |
| calot          | /kalo/       | (mũ) ca lô                                                   | |
| canot          | /kano/       | (tàu) ca nô                                                  | |
| carotte        | /karɔt/      | cà rốt                                                       | |
| cerise         | /səriz/      | sơ ri                                                        | Tên một loại cây. Từ này bắt nguồn từ từ "cerise" trong tiếng Pháp, nhưng tiếng Pháp không gọi theo tên này để chỉ "sơ ri" trong tiếng Việt mà gọi là "acérola" |
| champagne      | /ʃɑ̃paɲ/      | (rượu) sâm banh, sâm panh                                    | |
| chef           | /ʃεf/        | sếp                                                          | "Chef" trong tiếng Pháp có nghĩa là người đứng đầu, thủ trưởng.                                                                                                 |
| chemise        | /ʃ(ə)miz/    | (áo) sơ mi                                                   | |
| chèque         | /ʃεk/        | séc                                                          | Còn gọi là "chi phiếu" |
| chou-fleur     | /ʃuflɶr/     | súp lơ                                                       | |
| chou-rave      | /ʃurav/      | su hào                                                       | |
| ciment         | /simɑ̃/       | xi măng                                                      | |
| cirque         | /sirk/       | xiếc, xiệc                                                   | |
| clé            | /kle/        | cờ lê                                                        | |
| coffrage       | /kɔfraʒ/     | cốt pha, cốp pha                                             | |
| compas         | /kɔ̃pa/       | com pa                                                       | công cụ dùng để vẽ hình tròn |
| complet        | /kɔ̃plε/      | com lê                                                       | trang phục nam giới |
| coupe          | /kup/        | cúp                                                          | "Cúp" trong "cúp vô địch" |
| cravate        | /kravat/     | cà vạt, ca-ra-vát                                            | |
| cresson        | /kresɔ̃/      | cải xoong                                                    | |
| crème          | /krεm/       | kem, cà rem                                                  | |
| essence        | /esɑ̃s/       | xăng                                                         | Trước đây còn gọi là "ét-xăng" |
| équerre        | /ekεr/       | ê ke                                                         | |
| équipe         | /ekip/       | ê kíp, kíp                                                   | "Équipe" trong tiếng Pháp có nghĩa là tốp, tổ, nhóm, đội |
| film           | /film/       | phim                                                         | |
| fosse septique | /fos sεptik/ | (bể) phốt (phương ngữ miền Bắc)                              | Phương ngữ miền Nam gọi là "hầm cầu". "Fosse septique" dịch sát nghĩa từng chữ sang tiếng Việt là "hố vi khuẩn", trong đó "fosse" /fos/ có nghĩa là cái hố.     |
| fromage        | /frɔmaʒ/     | pho mát (phương ngữ miền Bắc), phô mai (phương ngữ miền Nam) | |
| galant         | /galɑ̃/       | ga lăng                                                      | |
| garde          | /gard/       | gác                                                          | "Gác" trong "canh gác". "Garde" trong tiếng Pháp có nghĩa là canh giữ, trông coi                                                                                |
| garde-manger   | /gaʁd mɑ̃ʒe/  | Gạc-măng-rê                                                  | bố trí lắp đặt trong nhà bếp dùng để cất trữ thực phẩm |
| gare           | /gar/        | (nhà) ga                                                     | "Gare" trong tiếng Pháp có nghĩa là bến tàu hỏa |
| gaz            | /gaz/        | ga                                                           | "Ga" trong "bếp ga", "nước uống có ga", "xe tay ga" |
| gâteau         | /gato/       | (bánh) ga tô                                                 | |
| gilet          | /ʒilε/       | (áo) gi lê                                                   | "Gi" trong "gi lê" đọc là /zi/. |
| glaïeul        | /glajɶl/     | (hoa) lay ơn                                                 | |
| gant           | /gɑ̃/         | găng (tay)                                                   | Bao tay, tất tay |
| guitare        | /gitar/      | (đàn) ghi ta                                                 | |
| jambon         | /ʒɑ̃bɔ̃/       | giăm bông                                                    | Giăm bông hay còn gọi là thịt nguội, đừng nhầm lẫn với chà bông.                                                                                                |
| kiosque        | /kjɔsk/      | ki ốt                                                        | "Kiosque" trong tiếng Pháp có nghĩa là quán bán hàng |
| lavabo         | /lavabo/     | la-va-bô                                                     | Còn gọi là "bồn rửa" |
| lipide         | /lipid/      | li-pít                                                       | |
| maillot        | /majo/       | áo may ô                                                     | |
| manchette      | /mɑ̃ʃεt/      | măng sét                                                     | |
| mandoline      | /mɑ̃dɔlin/    | (đàn) măng-đô-lin                                            | |
| maquette       | /mæ.ˈkɛt/    | ma két                                                       | Bản thiết kế mẫu, bản mô hình chưa hoàn thiện. |
| meeting        | /mitiŋ/      | mít tinh                                                     | |
| molette        | /mɔlεt/      | mỏ lết                                                       | |
| mouchoir       | /muʃwar/     | khăn mùi soa                                                 | Khăn tay |
| moutarde       | /mutard/     | mù tạt                                                       | |
| Noël           | /nɔεl/       | Nô-en                                                        | Lễ Giáng sinh |
| olive          | /ɔliv/       | ô liu                                                        | |
| pédé           | /pede/       | bê đê, pê đê                                                 | Người đồng tính luyến ái nam. Còn gọi là "gay". |
| pile           | /pil/        | pin                                                          | |
| poupée         | /pupe/       | búp bê                                                       | |
| radio          | /radjo/      | ra-đi-ô                                                      | Máy phát âm thanh hoặc gọi là máy phát đài truyền hình. |
| salade         | /salad/      | xa lát, xà lách                                              | rau cải |
| salon          | /salɔ̃/       | (ghế) xa lông                                                | |
| sauce          | /sos/        | (nước) xốt                                                   | |
| saucisse       | /sosis/      | xúc xích                                                     | |
| savon          | /savɔ̃/       | xà phòng, xà bông                                            | |
| scandale       | /skɑ̃dal/     | xì căng đan                                                  | |
| seau           | /so/         | xô                                                           | Cái xô đựng nước. |
| série          | /seri/       | xê ri                                                        | |
| signal         | /siɲal/      | xi nhan                                                      | đèn tín hiệu |
| slip           | /slip/       | quần xịt, quần sịp, xi líp                                   | |
| talus          | /taly/       | ta luy                                                       | |
| tank           | /tɑ̃k/        | (xe) tăng                                                    | |
| taxi           | /taksi/      | tắc xi                                                       | |
| tournevis      | /turnəvis/   | tua vít, tuốc-nơ-vít, tuốt vít                               | |
| tôle           | /tol/        | tôn                                                          | "Tôn" trong "mái tôn" |
| tube           | /tyb/        | tuýp                                                         | "Tuýp" trong "tuýp thuốc đánh răng". "Tube" trong tiếng Pháp có nghĩa là cái ống.                                                                               |
| turbine        | /tyrbin/     | tuốc bin, tua bin                                            | |
| type           | /tip/        | típ                                                          | "Típ" trong "típ người", hay bị nhầm thành "tuýp". "Type" trong tiếng Pháp có nghĩa là kiểu, loại.                                                              |
| un deux trois  | /œ̃ dø tʁwɑ/  | "uyn đô xì", gọi tắt là "(chơi) uyn"                         | trò này từ hồi Pháp thuộc. (Xem "oẳn tù tì" bên dưới) |
| vaccin         | /vaksε̃/      | vắc xin                                                      | |
| valise         | /valiz/      | va li                                                        | |
| veine          | /vεn/        | ven                                                          | "Ven" trong "tiêm ven". "Veine" trong tiếng Pháp có nghĩa là tĩnh mạch.                                                                                         |
| veston         | /vεstɔ̃/      | (áo) vét-tông                                                | cũng gọi tắt là vest |
| vin            | /vε̃/         | (rượu) vang                                                  | |
| vidéo          | /video /     | vi-đê-ô                                                      | Một số người phát âm sai là "vi deo" theo chữ Quốc ngữ. |
| violon         | /vjɔlɔ̃/      | vi-ô-lông                                                    | |
| vitamine       | /vitamin/    | vi-ta-min                                                    | |
| volant         | /vɔlɑ̃/       | vô lăng                                                      | Đôi khi còn gọi là "tay lái" hay "bánh lái" |
| yaourt         | /jaurt/      | da-ua (phương ngữ miền Nam)                                  | Sữa chua |

### Từ mượn tiếng Nga

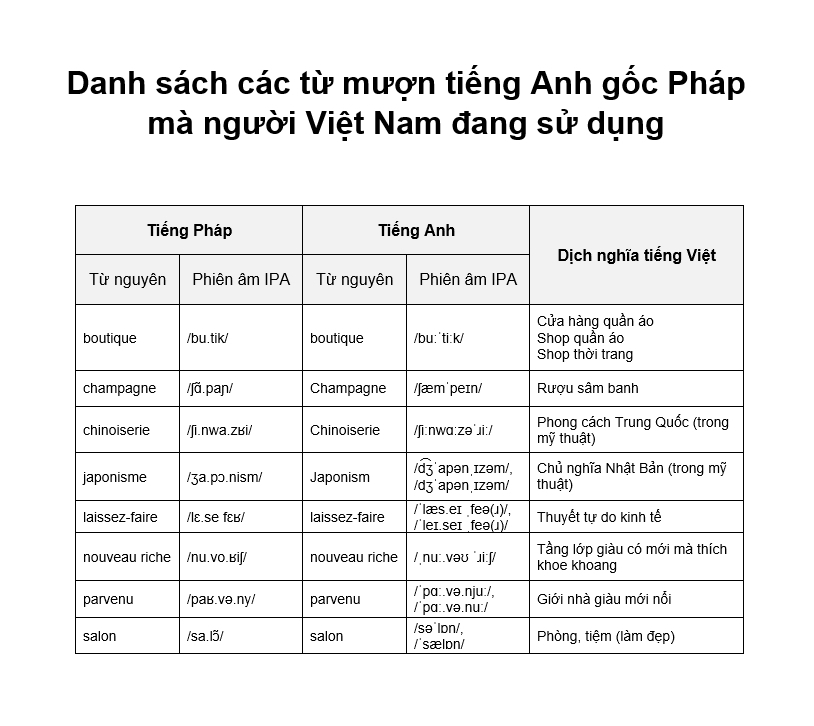
Danh sách các từ mượn tiếng Anh gốc Pháp trong tiếng Việt

| Tiếng Nga | Phiên âm BGN/PCGN | Tiếng Việt  | Ghi chú                                                  |
| --------- | ----------------- | ----------- | -------------------------------------------------------- |
| Большевик | Bolshevik         | Bôn-sê-vích |                                                          |
| Ленинец   | Leninets          | Lê-nin-nít  | Người theo chủ nghĩa Lênin                               |
| Марксист  | Marksist          | Mác-xít     | Người theo chủ nghĩa Mác                                 |
| Совет     | Soviet            | Xô Viết     |                                                          |
| Литва     | Litva             | Lít-va      | tên tiếng bản địa là Lietuva, tên tiếng Anh là Lithuania |

### Từ mượn tiếng Anh
Tiếng Anh được coi là ngôn ngữ giao tiếp quốc tế. Ở Việt Nam tiếng Anh là ngôn ngữ bắt buộc trong chương trình giáo dục phổ thông và cũng là ngoại ngữ được sử dụng rộng rãi. Trong tiếng Việt đã xuất hiện nhiều từ mượn tiếng Anh như:
| Tiếng Anh      | IPA                | Tiếng Việt                  | Ghi chú |
| -------------- | ------------------ | --------------------------- | --- |
| camera         | /ˈkæmrə/           | Ca-mê-ra, Ca-me-ra          | Tuỳ trường hợp nó sẽ là máy ảnh hoặc máy quay                                                                                     |
| clip           | /klɪp/             | cờ-líp, líp                 | |
| damage         | /ˈdamɪdʒ/          | đam (sát thương)            | Giới trẻ Việt hay viết sai chính tả thành "dame". Dame mang nghĩa khác trong tiếng Anh                                            |
| depot          | /ˈdepəʊ/ /ˈdiːpəʊ/ | đê-pô, đề-pâu, đì-pâu       | Nơi điều hành tuyến đường sắt, tập kết tàu đường sắt để bảo trì. Một số người phát âm sai là "đề-pót" theo chữ Quốc ngữ.          |
| developer      | /dɪˈveləpə/        | đép                         | Kỹ sư lập trình, phát triển ngành công nghê thông tin. Viết tắt là "dev".                                                         |
| dollar         | /ˈdɒlə/            | đô-la                       | Đơn vị tiền tệ của nhiều quốc gia                                                                                                 |
| font           | /fɑnt/             | phông, phông chữ            | Lỗi phông: máy tính hiển thị sai nội dung văn bản, hiển thị rác.                                                                  |
| gay            | /ɡeɪ/              | gay                         | Người đồng tính luyến ái nam. Còn gọi là "bê đê", "pê đê".                                                                        |
| internet       | /ˈɪntərnet/        | in-tơ-nét                   | Mạng máy tính, thế giới mạng |
| jeans          | /dʒiːnz/           | quần jin                    | Còn gọi là quần bò |
| jeep           | /dʒiːp/            | xe gíp                      | |
| laptop         | /ˈlæptɑːp/         | láp-tóp, láp tóp            | Máy tính xách tay |
| lesbian        | /ˈlezbiən/         | lét                         | Người đồng tính luyến ái nữ. Trên sách báo thường được viết là "les".                                                             |
| one two three  | /wʌn tuː θriː/     | oẳn tù tì, oẳn tù xì.       | 'One two three' có nghĩa là "một hai ba", đây là khẩu lệnh dùng khi chơi, không phải là tên gọi trong tiếng Anh của trò chơi này. |
| PC             | /ˌpiː ˈsiː/        | pi-xi                       | máy tính cá nhân |
| PR             | /ˌpiː ˈɑːr/        | pi-a                        | Quan hệ công chúng, chỉ sự quảng bá                                                                                               |
| robot          | /ˈroʊ.bɑːt/        | rô-bốt                      | Người máy |
| rock           | /rɑːk/             | nhạc rốc                    | |
| sandwich       | /ˈsæn(d)wɪtʃ/      | xăng-guých                  | Hay "bánh mì kẹp" |
| scag           | /'skæg/            | xì ke (phương ngữ miền Nam) | "Scag" là từ tiếng lóng tiếng Anh Mỹ chỉ hê-rô-in. Phương ngữ miền Nam dùng từ "xì ke" để chỉ ma tuý và người nghiện ma tuý.      |
| sex            | /seks/             | Sếch                        | Quan hệ tình dục |
| selfie         | /ˈselfi/           | seo-phi                     | chụp ảnh tự sướng |
| shorts         | /ʃɔː(ɹ)ts/         | quần soóc, quần soọc        | |
| same           | /seim/             | xêm                         | Trong "xêm xêm", có nghĩa là gần giống.                                                                                           |
| radar          | /'reidɑː/          | rađa                        | |
| (Maria) Schell |                    | sến                         | |
| show           | /ˈʃoʊ/             | sô                          | trong "bầu sô", "chạy sô"... |
| smartphone     | /ˈsmɑːtfəʊn/       | sờ-mát-phôn, mát phôn       | điện thoại di động thông minh |
| tablet         | /ˈtæblət/          | táp-lét                     | máy tính bảng |
| tiny           | /ˈtaɪni/           | tí nị                       | Dùng đặt tên gọi trong nhà cho trẻ em                                                                                             |
| TV             | /ˌtiː ˈviː/        | tivi                        | Máy thu hình, vô tuyến truyền hình                                                                                                |
| fan            | /fæn/              | fan                         | Người hâm mộ |